# نباتات المياه الجارية

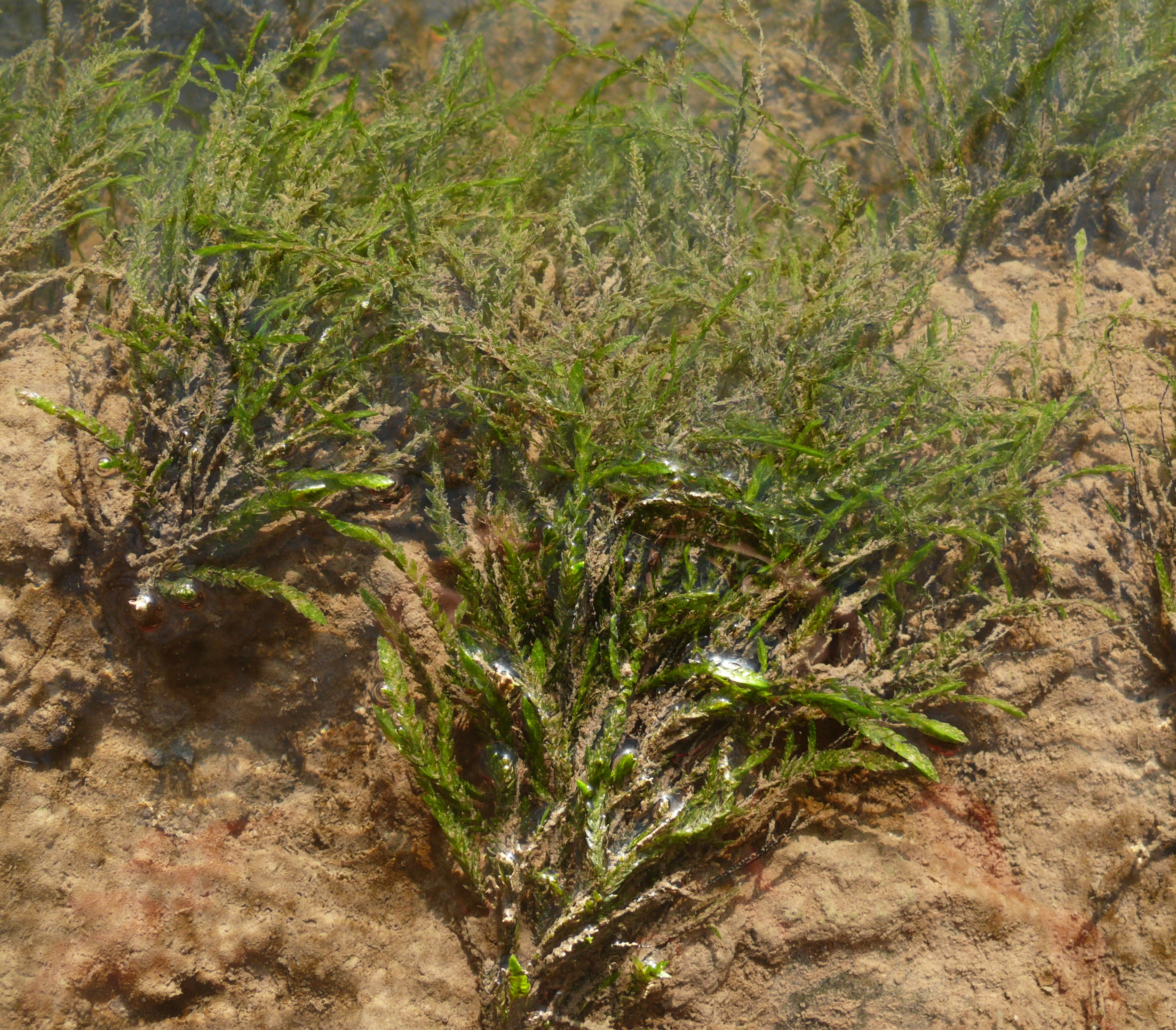

نباتات المياه الجارية (بالإنجليزية: Rheophyte)، هي نباتات مائية تعيش في تيارات مائية سريعة الحركة في بيئة حيث لا يمكن للكائنات الحية الأخرى أن تعيش. تميل هذه النباتات إلى التواجد في التيارات التي تتحرك بمعدلات تتراوح من متر إلى مترين في الثانية والتي يصل عمقها من 3 إلى 6 أقدام. كمية القوة التي تنتجها هذه التيارات، والحطام المدمر الذي يمكن أن تحمله، تجعل هذه البيئة غير مضيافة لمعظم النباتات. نباتات المياه الجارية قادرة على العيش في مثل هذه البيئات لأن أوراقها مبسطة بحيث تضع مقاومة قليلة لتدفق المياه. تميل الأوراق إلى أن تكون ضيقة ومرنة أيضًا. من أجل منع اقتلاع النباتات، تمتلك نباتات المياه الجارية أنظمة جذرية واسعة الانتشار وقوية للغاية.
يعيش العديد منها في مناطق تعاني من الفيضانات المفاجئة ويعتمدون على الماء المؤكسج والطفو المصاحب لها. إن مجرد كون النبات نباتًا مائيًا بأوراق ضيقة ليس شرطًا كافيًا لكونه نباتًا جاريًا. أيضًا، النباتات التي تنمو في مياه بطيئة الحركة والتي تتلقى أحيانًا تيارات سريعة ليست نباتات جارية إما إذا لم تكن بحاجة إلى هذه التيارات السريعة من أجل البقاء. تُعرف النباتات التي تندرج في هذه الفئة باسم الخلايا الجذعية الاختيارية. عندما تحدث مستويات منخفضة من المياه، غالبًا ما تبدأ الريوفيت في الازهار بسرعة للاستفادة من هذه الأحداث.